# Borisz Győző
Borisz Győző (1890. – 1916.) válogatott labdarúgó, csatár.

## Pályafutása

### Klubcsapatban
A Törekvés labdarúgója volt, ahol egyszer lett bronzérmes a csapattal 1913–14-ben. Az első világháborúban a harctérre került és 1916 körül nyomtalanul eltűnt.

### A válogatottban
1914-ben egy alkalommal szerepelt a magyar válogatottban és egy gólt szerzett.

## Sikerei, díjai
- Magyar bajnokság
  - 3.: 1913–14

## Statisztika

### Mérkőzése a válogatottban
| Magyarország | Magyarország     | Magyarország       | Magyarország | Magyarország | Magyarország | Magyarország | Magyarország | Magyarország |
| #            | Dátum            | Helyszín           | Hazai        | Eredmény     | Vendég       | Kiírás       | Gólok        | Esemény      |
| ------------ | ---------------- | ------------------ | ------------ | ------------ | ------------ | ------------ | ------------ | ------------ |
| 1.           | 1914. június 19. | Stockholm, Råsunda | Svédország   | 1 – 5        | Magyarország | barátságos   | 1            | 44'          |
|              | Összesen         |                    |              | 1            | mérkőzés     |              | 1            | gól          |